# Ives (cràter)
Ives és un cràter d'impacte en el planeta Mercuri de 18 km de diàmetre. Porta el nom del compositor estatunidenc Charles Ives (1874-1954), i el seu nom va ser aprovat per la Unió Astronòmica Internacional el 1979.